# Бонифаций I Монферратский
Бонифаций I Монферратский (итал. Bonifacio I. del Monferrato; 1150[…] или около 1150, Пьемонт — 4 сентября 1207, Мосинополь, Македония-Фракия) — лидер Четвёртого крестового похода, первый король Фессалоники.

## Биография
По происхождению — маркграф Монферратский, сын Вильгельма V Старого и Юдифи Австрийской, брат Вильгельма по прозвищу Длинный Меч и Конрада Монферратского.
В 1191—1193 годах воевал на стороне императоров Фридриха I и Генриха VI против Ломбардской лиги, в 1194 году — против Сицилии. В 1201 г. в Суассоне был избран предводителем Четвёртого крестового похода, который закончился взятием и разграблением Константинополя.

### Раздел Византии
Во время крестового похода Бонифаций держался в тени венецианского дожа Энрико Дандоло, который финансировал экспедицию на восток. Тем не менее при основании Латинской империи он рассчитывал занять императорский трон и сочетался браком с вдовствующей императрицей Марией. Венецианцы заблокировали избрание его императором, опасаясь чрезмерного усиления Монферратской династии. В Константинополе воцарился Балдуин I Фландрский, а его брат и наследник Генрих I Фландрский взял в жёны дочь Бонифация. В качестве компенсации Бонифацию были переданы византийские области к востоку от Босфора, а также остров Крит. Своей столицей он выбрал второй по величине город империи — Фессалоники. Так возникло Фессалоникское государство.
Был убит в битве с болгарами (4 сентября 1207 года) в южной части Родоп. Его голова была отрезана и послана к царю Калояну в Тырново. В Фессалониках ему наследовал 2-летний сын от брака с Марией Венгерской — Димитрий, а Монферрат получил старший — Гульельмо.

## Браки и дети
1. Примерно в 1170 году его женой стала Елена ди Боско (Helene di Bosco; ум. ок. 1204). Трое детей:
  - Гульельмо VI, маркграф Монферратский
  - Беатриса, вторая жена Энрико II дель Карретто, маркграфа Савоны
  - Агнесса (ок. 1180—1208), жена Генриха Фландрского, императора Латинской империи
2. Элеонора Савойская (ум. 1202), дочь графа Умберто III Савойского;
3. В 1204 году женился на Маргарите/Марии Венгерской (1175 — после 1223), дочери Белы III, вдове Исаака II Ангела
  - Димитрий, король Фессалоники